# Rustico di Filippo
Rustico Filippi (también conocido como Rustico di Filippo; Florencia, entre 1230 y 1240 - Florencia, entre 1291 y 1300) fue un poeta italiano.

## Biografía
Las notas biográficas sobre él son muy escasas. De origen gibelino, probablemente nacido en el seno de una familia de comerciantes, perteneció al pueblo de Santa Maria Novella y alcanzó una considerable fama entre sus contemporáneos, como lo demuestran los certificados de estima de Brunetto Latini (que le dedicó Il Favolello). También tenía la reputación de misógino, "Rusticus barbutus", ganado gracias a una cita en el "Documenti d'Amore" de Francesco da Barberino.
El poeta es conocido como el iniciador de la poesía burlesca o cómico-realista o lúdica que tendrá un amplio desarrollo en el siglo XIV: dejó veintinueve sonetos nobles, sobre un tema amoroso, según la tradición de la escuela siciliana y treinta cómic-realista, escrito en un lenguaje de fuerte connotación dialectal y un gusto caricaturesco, frente a personajes reales o imaginarios.
De su producción perfectamente "bipartita", [1] los sonetos cómicos-realistas son de mayor interés e importancia. Suelen ser muy difíciles de interpretar, debido a un léxico inventivo y rico en alusiones obscenas o crípticas, al menos los memorables ataques de Wherever you go conteco you bring the toilet o Oi dolce mi marido Aldobrandino permanecen, entre los más conocidos y estudiados por la crítica y también entre los más antologizables [sin fuente].
La crítica "mala suerte" de Rustico Filippi se debe principalmente a la dificultad de acceder a sus poemas, inmersos como están en un entorno municipal alejado de nosotros durante más de siete siglos, pero no solo por ello. La desconfianza histórica de los estudiosos, que juzgaron su contribución a la literatura como "popular" y artísticamente irrelevante, también pesa en su contra, así como en contra de los otros poetas cómicos-realistas. En realidad, los estudios de los últimos cincuenta años han demostrado que la poesía realista-cómico es cualquier cosa menos popular: perfectamente regulada desde el punto de vista métrico y articulada retóricamente, sus deudas (y su trasfondo cultural) se pueden rastrear en el medio goliardico. La poesía latina, en las artes y en la poesía trovadoresca.
- Datos: Q1149308